# Dino Ferrari
Alfredo Ferrari, também conhecido como Alfredino Ferrari ou Dino Ferrari (Módena, 19 de janeiro de 1932 – ibid., 30 de junho de 1956), foi um engenheiro automobilístico italiano. Filho de Enzo Ferrari, morreu aos 24 anos de idade, vítima de uma distrofia muscular. A consternação que causou sua morte fez que em seu momento lhe rendessem numerosas homenagens comemorativas no mundo do motor.

## Semelhança

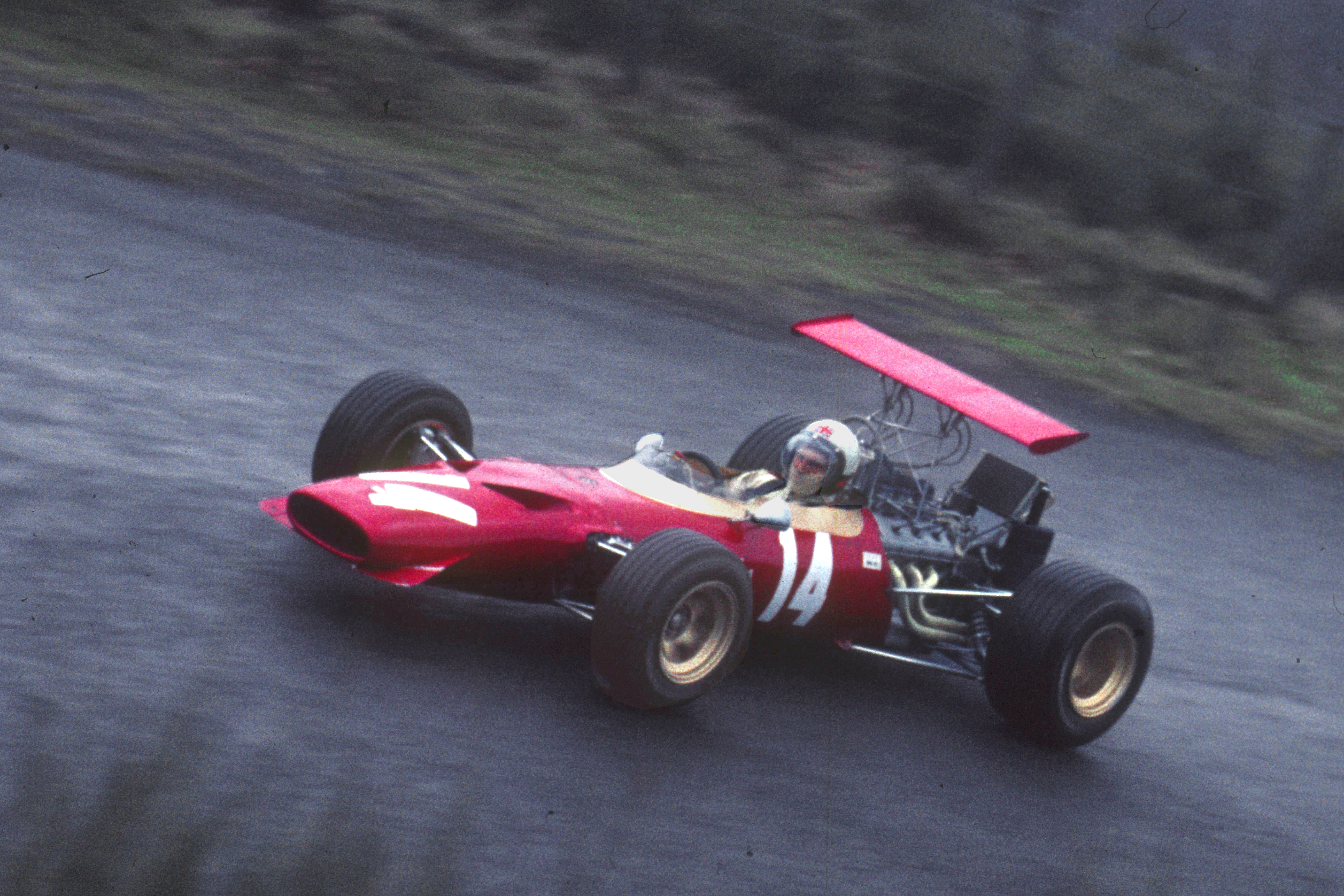
Ferrari Dino F2

Dino era o único filho legítimo de Enzo Ferrari, que decidiu chamá-lo de Alfredo igual ao seu avô.
Desde uma curta idade, Enzo dedicou-se a capacitar seu filho para ser seu sucessor, e por isso enviou-o a algumas das melhores escolas europeias. Dino estudou engenharia na Suíça. Dino sugeriu a seu pai o desenvolvimento de um motor 1,5 l DOHC V6 para seu uso na Fórmula 2 no final de 1955. Pouco depois, 

## Morte
Durante sua passagem pela Ferrari, Alfredo começou a ter problemas de saúde. Seus movimentos físicos tornaram-se gradualmente rígidos e muitas vezes ele era incapaz de manter o equilíbrio. Em seu retorno a Modena, ele foi diagnosticado com distrofia muscular de Duchenne. Nos últimos dias de sua vida, enquanto estava hospitalizado, ele discutiu detalhes técnicos do V6 de 1,5 litro com o colega engenheiro Vittorio Jano. Alfredo nunca veria o motor; ele morreu em Modena em 30 de junho de 1956 com a idade de 24 anos.
A morte de Alfredo afetou o casamento de seus pais, pois sua mãe nunca se recuperou da perda de seu único filho e seu comportamento tornou-se cada vez mais errático e instável.
O Autódromo Enzo e Dino Ferrari na Itália foi originalmente chamado de "Autódromo Dino Ferrari" em homenagem a Alfredo, com o nome de seu pai adicionado após a morte de Enzo em 1988.

## Homenagens
- Os modelos Fiat Dino e Ferrari Dino levaram dito nome em sua honra.
- O Autódromo Enzo e Dino Ferrari na Itália foi originalmente chamado exclusivamente em sua honra; o nome de seu pai, Enzo foi acrescentado após sua morte em 1988.